# Banc Nacional d'Àustria
El Banc Nacional d'Àustria, més conegut pel seu nom oficial, Oesterreichische Nationalbank (OeNB, literalment "Banc Nacional Austríac") és el membre austríac de l'Eurosistema i va ser l'autoritat monetària d'Àustria des del 1923 fins al 1938 i del 1945 al 1998, responsable de l'emissió del xíling austríac.
Va començar a operar l'1 de gener de 1923 amb l'assistència econòmica proporcionada a Àustria per l'Organització Econòmica i Financera de la Societat de Nacions, substituint el Banc Austrohongarès pel seu nom que recordava el de l'entitat predecessora del Banc Austrohongarès fundada el 1816. va ser liquidat després de l'Anschluss el març de 1938 i restablert el juliol de 1945 en finalitzar la segona guerra mundial.
L'OeNB és una societat anònima regida per una disposició legislativa especial. La totalitat del seu capital de 12 milions d'euros està en poder del govern federal austríac des del maig de 2010, amb els drets dels accionistes exercits pel ministre de Finances.